# Góra (powiat moniecki)
Góra – wieś w Polsce położona w województwie podlaskim, w powiecie monieckim, w gminie Krypno. Leży nad Narwią.
We wsi znajdują się dwie kaplice - murowana z 1936 roku oraz drewniana, przeniesiona z Moniek. W tej drugiej odbywają się nabożeństwa.

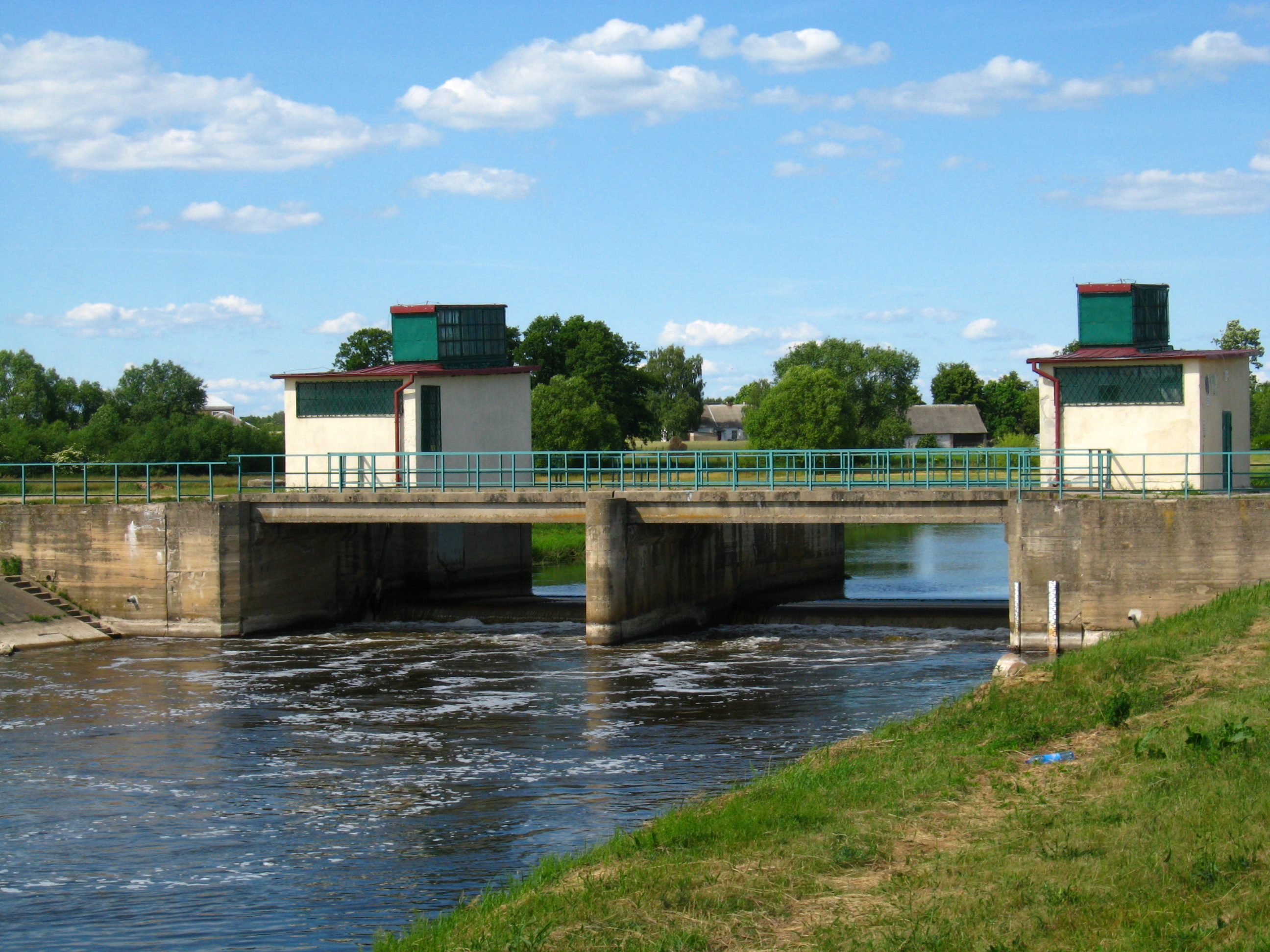
Jaz na rzece Narew

Wieś królewska (sioło) Gora, należąca do wójtostwa długołęckiego starostwa knyszyńskiego w 1602 roku, położona była w 1795 roku w ziemi bielskiej województwa podlaskiego. W latach 1975–1998 miejscowość należała administracyjnie do województwa białostockiego.
Od VIII do XIX wieku ziemie te zamieszkiwały plemiona litewskie. Od XII do 1569 roku wieku wieś należała do Wielkiego Księstwa Litewskiego.
Wierni kościoła rzymskokatolickiego należą do parafii Narodzenia Najświętszej Maryi Panny w Krypnie.